# Gaetano Milanesi
Gaetano Milanesi, född 9 september 1813 i Toscana, död 11 mars 1895 i Florens, var en italiensk författare, bibliotekarie och konsthistoriker.
Den av honom kommenterade nyutgåvan av Giorgio Vasaris Le vite de' più eccellenti pittori, scultori ed architettori (1878–1885) var länge standardverket om konsten under den italienska renässansen.
Milanesi skrev även Documenti per la storia dell'arte senese, raccolti ed illustrati 1854–1856.